# باریو سور
باریو سور (به لاتین: Barrio Sur) یک منطقهٔ مسکونی در اروگوئه است که در مونته‌ویدئو واقع شده‌است.